# Đô la Bahamas
Đô la Bahamas (ký hiệu: $; mã: BSD) đã được là tiền tệ của Bahamas kể từ năm 1966. 	
Nó thường được viết tắt với ký hiệu đô la $, hoặc viết tắt là B$ để phân biệt nó khác với đô la- chỉ tên tiền tệ. Nó có giá trị bằng 100 cent.

## Liên kết
- Trang web chính thức của Chính phủ Bahamas